# Can-Am 1971
Can-Am 1971 var ett race som kördes över tio omgångar, med Peter Revson som mästare. Det var McLarens femte raka titel, men även deras sista då man skulle dra sig ur Can-Am inom en snar framtid.

## Delsegrare
| Datum        | Bana           | Vinnare        | Konstruktör       |
| ------------ | -------------- | -------------- | ----------------- |
| 13 juni      | Mosport Park   | Denny Hulme    | McLaren-Chevrolet |
| 27 juni      | Mont-Tremblant | Jackie Stewart | Lola-Chevrolet    |
| 11 juli      | Road Atlanta   | Peter Revson   | McLaren-Chevrolet |
| 25 juli      | Watkins Glen   | Peter Revson   | McLaren-Chevrolet |
| 22 augusti   | Mid-Ohio       | Jackie Stewart | Lola-Chevrolet    |
| 29 augusti   | Road America   | Peter Revson   | McLaren-Chevrolet |
| 12 september | Donnybrooke    | Peter Revson   | McLaren-Chevrolet |
| 26 september | Edmonton       | Denny Hulme    | McLaren-Chevrolet |
| 17 oktober   | Laguna Seca    | Peter Revson   | McLaren-Chevrolet |
| 31 oktober   | Riverside      | Denny Hulme    | McLaren-Chevrolet |

## Slutställning
| Plats | Förare                | Konstruktör                      | Poäng |
| ----- | --------------------- | -------------------------------- | ----- |
| 1     | Peter Revson          | McLaren-Chevrolet                | 142   |
| 2     | Denny Hulme           | McLaren-Chevrolet                | 132   |
| 3     | Jackie Stewart        | Lola-Chevrolet                   | 76    |
| 4     | Jo Siffert            | Porsche                          | 68    |
| 5     | Lothar Motschenbacher | McLaren-Chevrolet                | 52    |
| 6     | Milt Minter           | Porsche                          | 37    |
| 7     | Tony Adamowicz        | McLaren-Chevrolet                | 34    |
| 8     | Chuck Parsons         | McLaren-Chevrolet Lola-Chevrolet | 30    |
| 9     | Vic Elford            | McLaren-Chevrolet                | 25    |
| 10    | Hiroshi Kazato        | Lola-Chevrolet                   | 19    |